# Oldenlandia bicornuta
Oldenlandia bicornuta är en måreväxtart som först beskrevs av Isaac Bayley Balfour, och fick sitt nu gällande namn av Cornelis Eliza Bertus Bremekamp. Oldenlandia bicornuta ingår i släktet Oldenlandia och familjen måreväxter. IUCN kategoriserar arten globalt som livskraftig. Inga underarter finns listade i Catalogue of Life.